# Лодянь
Лодя́нь (кит. упр. 罗甸, пиньинь Luódiàn) — уезд Цяньнань-Буи-Мяоского автономного округа провинции Гуйчжоу (КНР).

## История
Во времена империи Цин в 1880 году был создан Лохуский комиссариат (罗槲厅). После Синьхайской революции в Китае была проведена реформа структуры административного деления, в ходе которой комиссариаты были упразднены, и поэтому в 1913 году Лохуский комиссариат был преобразован в уезд Лоху (罗斛县). В 1930 году уезд был переименован в Лодянь.
После вхождения этих мест в состав КНР в 1950 году был создан Специальный район Душань (独山专区), и уезд вошёл в его состав. В 1951 году уезд был передан в состав Специального района Гуйян (贵阳专区). В 1952 году власти Специального района Гуйян переехали в уезд Гуйдин, и Специальный район Гуйян был переименован в Специальный район Гуйдин (贵定专区).
В январе 1954 года уезд Лодянь был преобразован в Лодянь-Буиский автономный район уездного уровня (罗甸布依族自治区). В декабре 1955 года Лодянь-Буиский автономный район был преобразован в Лодянь-Буиский автономный уезд (罗甸布依族自治县)
8 августа 1956 года был создан Цяньнань-Буи-Мяоский автономный округ, и уезд перешёл в его состав, вновь став из автономного уезда обычным уездом. В декабре 1958 года к уезду была присоединена часть земель расформированного уезда Пинтан, но в августе 1961 года уезд Пинтан был воссоздан.

## Административное деление
Уезд делится на 8 посёлков и 1 волость.